# José de la Luz Herrera
 José Victoriano de la Luz Herrera Santiestevan fue un agricultor y político mexicano que participó en la Revolución mexicana. Nació el 26 de marzo de 1848 en el rancho San Juanico que formaba parte de la hacienda Corral de Piedras en La Boquilla, Hidalgo del Parral, Chihuahua, fue hijo de Rafael Herrera y Francisca Santiestevan. Fue padre de los generales constitucionalistas Luis y Maclovio Herrera Cano. Efectuó tareas administrativas durante la lucha contra Victoriano Huerta y de representación de sus hijos en la lucha contra Francisco Villa. Al morir su hijo Maclovio en abril de 1915, se encontraba en Salina Cruz, Oaxaca, viajando en calidad de  representante de sus hijos ante Venustiano Carranza. Al morir su hijo Luis en diciembre de 1916, se encontraba en Parras de la Fuente, Coahuila, viajando hacia Hidalgo del Parral  de regreso de la Ciudad de México, a donde viajó representando a su hijo ante Venustiano Carranza y Álvaro Obregón con la misión de solicitar municiones para la brigada Benito Juárez. Fue presidente municipal interino de Hidalgo del Parral del 1o de enero al 31 de agosto de 1916, y presidente municipal electo del 1o de octubre de 1916 al 1o de enero de 1918. En abril de 1919, al ser uno de los civiles que formaban parte de la Defensa Social que defendía esta plaza durante un ataque de Francisco Villa, cayó prisionero junto con sus hijos Zeferino y Melchor. Los tres fueron ejecutados personalmente por Villa la mañana del 21 de abril, y sus cadáveres fueron colgados de mezquites afuera del panteón municipal de Parral.